# Sara Bexell

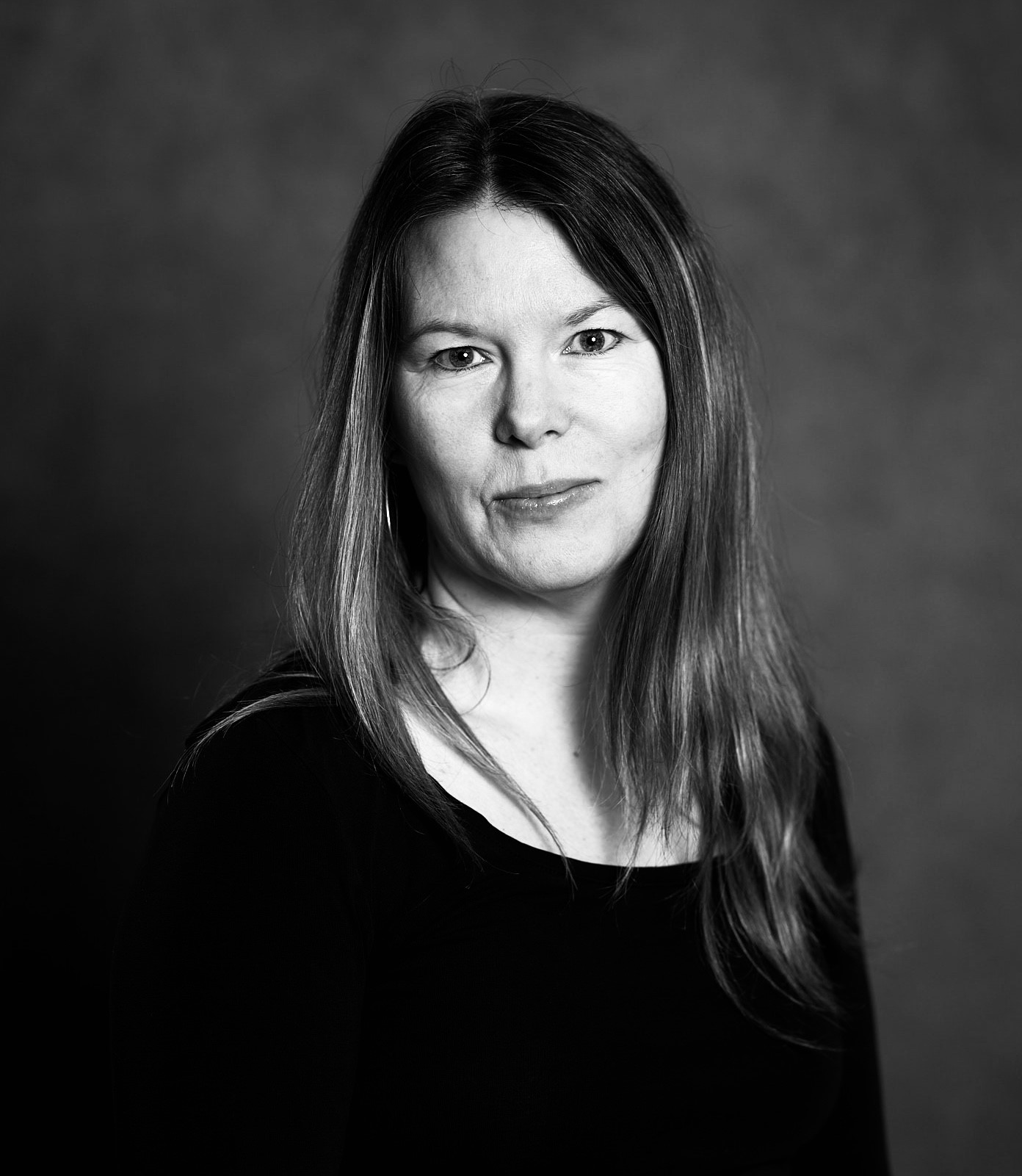
Sara Bexell

Sara Elisabeth Bexell, född den 4 januari 1979 i Halmstad, är en svensk dockskådespelare.
Sara Bexell studerade dockteater vid The Royal Central School of Speech and Drama  i London 2004–2007 och är Bachelor of Arts. Hon har efter studierna varit verksam som dockspelare på bland andra Dockteatern Tittut, Kungliga Operan och Folkoperan.
Inom TV har hon samarbetat med Eva Funck i programmen om Robbi Robot. Hon medverkade som dockskådespelare när popgruppen Coldplay spelade på Ullevi i Göteborg 2023.
Bexell är också lärare och kursledare på Stockholms konstnärliga högskola.  Hon är sedan 2019 anställd av Teateralliansen. 

## Utmärkelser
- Anna Greta Ståhles stipendium för unga scenkonstnärer [6]